# 三根町
三根町（みねちょう）は、佐賀県三養基郡にあった町。
2005年3月1日、中原町、北茂安町と新設合併し、みやき町が発足、自治体としての三根町は廃止した。

## 地理

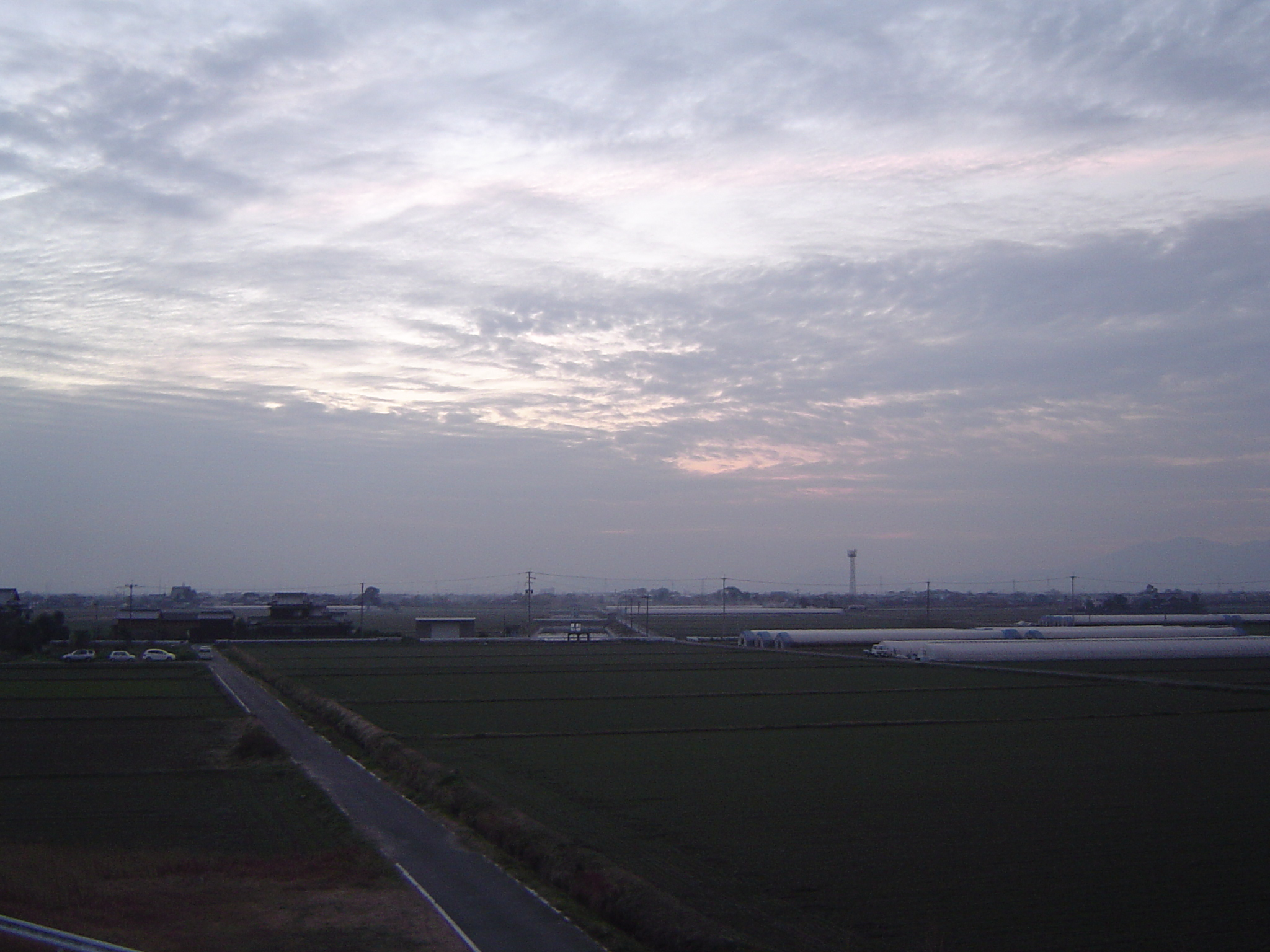
天建寺橋より筑紫平野の一部を形成する旧三根町の景色

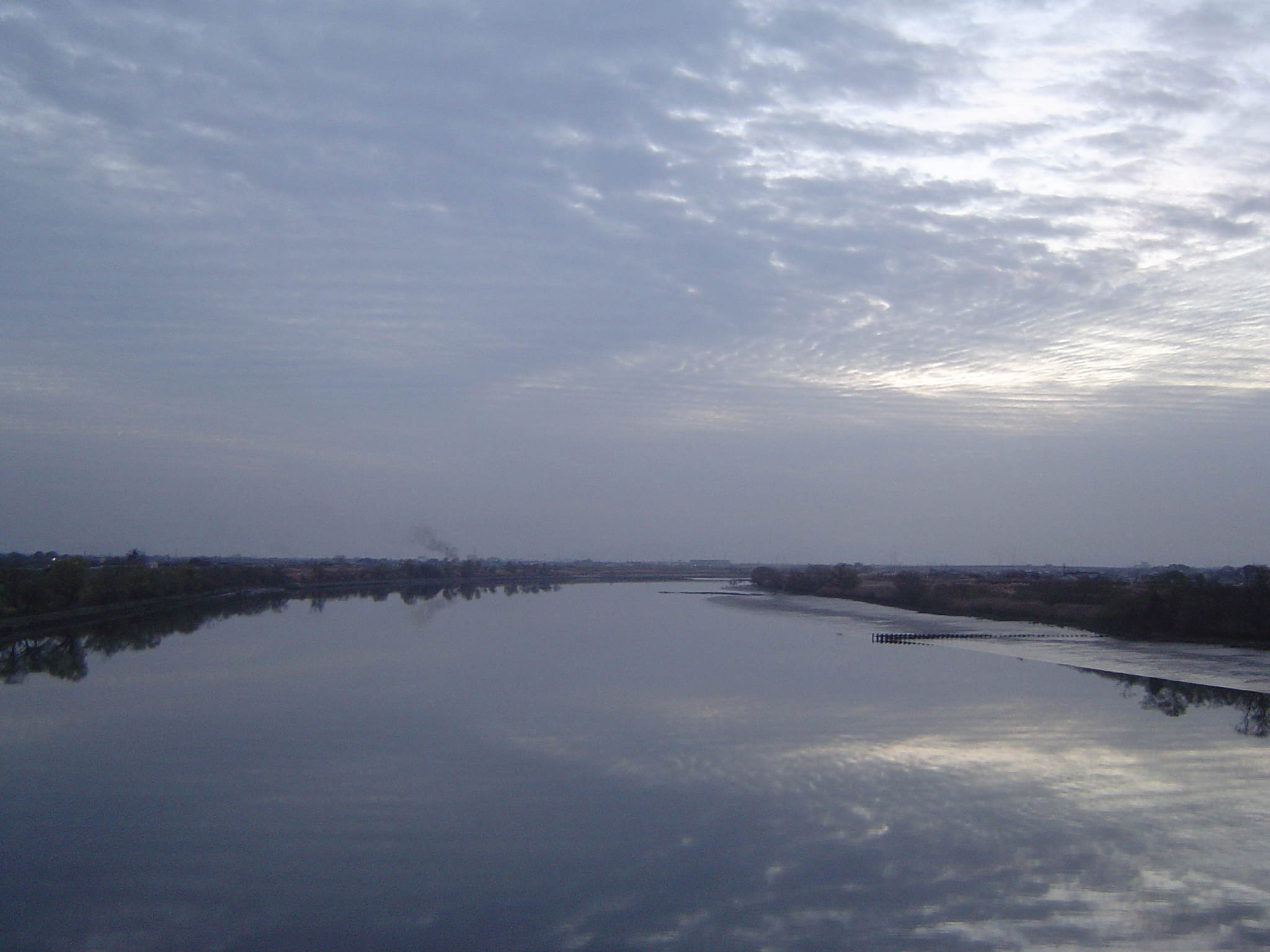
天建寺橋より筑後川下流方面を望む。

町域は、蝶のかたちに形容される。その中心部に町役場があり、南部を一級河川「筑後川」が流れる。この川が、福岡県との県境となっている。また、典型的な沖積平野である筑紫平野・佐賀平野の一角を形成している。

### 河川
- 筑後川
- 広川
- 切通川
- 寒水川（しょうずがわ）
- 開平江川

- 六田川
- 井柳川
- 貫太郎川

そのほか、多くのクリークが存在するエリアである。

## 歴史
- 1955年（昭和30年）4月1日 - 南茂安村と三川村が合併して三根村が誕生。
- 1955年（昭和30年）5月 - 三根村消防団発足。
- 1956年（昭和31年）4月1日 - テレビ受像が開始。
- 1959年（昭和34年）4月1日 - 村役場が落成。
- 1959年（昭和34年）6月8日 - 江見郵便局が落成。
- 1961年（昭和36年）4月1日 - 南里ヶ里が三根村に編入される。
- 1962年（昭和37年）5月1日 - 町制施行。三根町になる。
- 1963年（昭和38年）4月1日 - 三根中学校が発足。
- 1964年（昭和39年）12月24日 - 三根駐在所が落成。
- 1965年（昭和40年）2月27日 - 持丸簡易郵便局が開局。
- 1966年（昭和41年）2月21日 - 三根東小学校回旋塔倒壊事件。
- 2005年（平成17年）3月1日 - 北茂安町と中原町と合併してみやき町となり、三根町は廃止。
三根町は誕生50周年でその歴史に幕を下ろした。

## 地域
これらの地名はすべてみやき町にそのまま引き継がれている。詳細はこちらを参照されたい。
東地区（旧南茂安村）
- 坂口
  - 坂口
  - 納江
  - 浜田

- 天建寺
  - 土井内(どいうち)
  - 土井外(どいほか)
  - 南島
  - 持丸(もちまる)

- 西島
  - 田島
  - 田中
  - 西分
  - 東分
  - 本分

西地区（旧三川村）
- 市武
  - 市武
  - 江見
  - 新町
  - 六田

- 東津
  - 東津
  - 松枝
  - 向島

- 寄人（よりうど）
  - 和泉（いずみ）
  - 大坂間
  - 新村
  - 続命院
  - 直代(ちょくたい)
  - 南里ヶ里(なんりがえ)

旧三根町全域が久留米都市雇用圏に属する。都市雇用圏の定義については、こちらを参照されたい。なお、現在のみやき町のうち、旧北茂安町は久留米都市雇用圏に属するが、旧中原町のみ福岡都市雇用圏に属する。

## 特産品
- 六田旭豆（1912年（大正元年）創業の六田旭豆舗より発売）
- エツ（筑後川で5月 - 7月限定で、佐賀県知事認可のもと操業できる。）
- イチゴ
- アスパラガス
- ウナギ
- 藺草

## 公園・名所

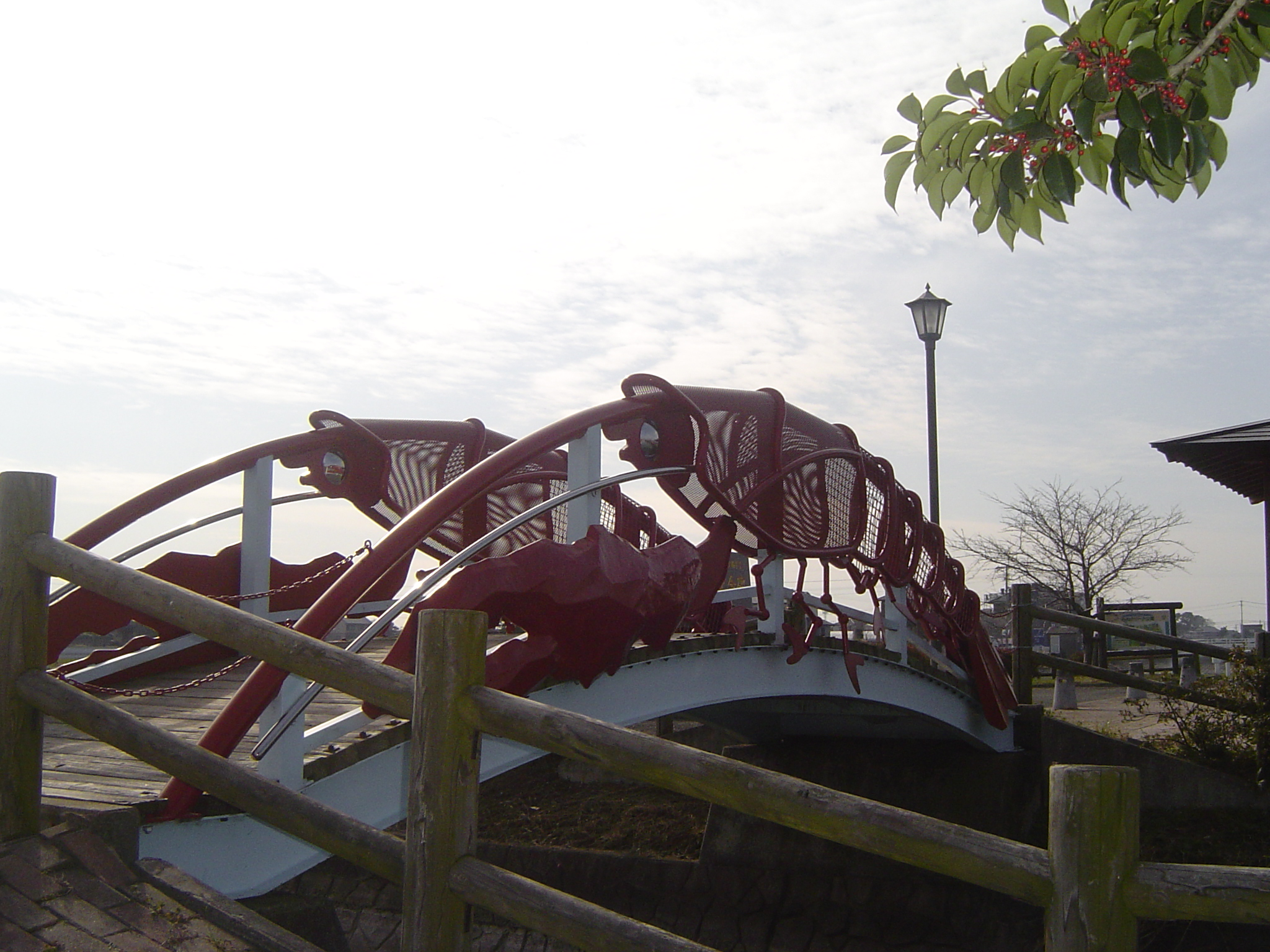
ザリガニ橋

- 三根クリーク公園（園内にザリガニ橋がある。）
- 天建寺橋（町のシンボルとされていた）
- みねフラワーパーク
- 成富兵庫茂安公築堤功績碑

## イベント
- 西乃宮浮立
- 三根ふるさと祭り（現在は廃止）
- 江見沖神事祭
- ほんげんぎょう
- 町民体育大会

この行事はみやき町となった今でも旧三根町民を対象に開催されている。

## 寺院
- 栄福寺
- 光円寺
- 光浄寺
- 光楽寺
- 西念寺

- 淳心寺
- 正安寺
- 長泉寺
- 天建寺
- 薬師院

## 神社
- 愛宕神社
- 和泉八幡神社
- 厳島神社
- 稲荷神社
- 宇佐八幡神社

- 江見八幡神社
- 海竜神社
- 葛城神社
- 皇太神宮
- 正八幡神社

- 直代八幡神社
- 天満神社
- 西乃宮八幡神社
- 箱崎八幡神社（続命院）
- 箱崎八幡神社（松枝）

- 矢俣八幡神社
- 龍王神社
- 若宮八幡神社（坂口）
- 若宮八幡神社（持丸）

## 史跡

### 遺跡
- かけ塚遺跡
- 北田五社遺跡
- 田中遺跡
- 南里ヶ里遺跡
- 西島二本杉遺跡

- 東津一本松遺跡
- 東津二本楠遺跡
- 本分遺跡
- 南島遺跡
- 向島遺跡

- 持丸遺跡

### 貝塚
- 石井北方貝塚
- 経塚貝塚
- 光浄寺貝塚
- 神興塚貝塚
- 高屋敷貝塚

- 本分貝塚
- 持丸貝塚

### 城跡
- 西島城

### 代官所跡
- 市武代官所

## 教育

### 小学校
- 三根東小学校(旧南茂安村エリア)
- 三根西小学校(旧三川村エリア)

### 中学校
- 三根中学校

### 幼稚園・保育園
- 松若幼稚園
- 月影幼稚園
- 筑水幼稚園
- 松洞幼稚園
- ちくし保育園
- いずみ保育園

## 農業

### 農作物
- 米
- 麦
- イチゴ
- 玉ねぎ
- アスパラガス

### 畜産
各地に牛舎がある。

### 農業協同組合
- 南茂安支所
- 三川支所

これらの三根町時代においても旧村名が使われていた施設だが、三根町も廃止、みやき町となった現在でも変更されていない。

### ライスセンター
- 市武ライスセンター
- 東津ライスセンター
- 本分ライスセンター
- 土井内ライスセンター

## 水産業
海に面していない内陸の三根町では、いずれも河川・クリークで行う内陸漁業である。主に水揚げできるものは次の通り。
- エツ
- サヨリ
- コイ
- フナ
- ウナギ

ただ、最近では農薬の使用や生活排水のクリークへの垂れ流し（現在でもほとんど下水道が整備されていない）のため、水質が悪化。趣味でクリークでの釣りを楽しむ人もいるが、食用とすることはほとんどない。また、菱も農薬の使用により激減した。

## 商業

### 店舗
個人経営、コンビニエンスストアを除いた施設は次の通り。
- ショッピングセンター・マイン

この名称は町民から公募されたものであり、英語で“私のもの”という意味の「MINE」と、三根の「MINE」をかけたものである。

### 商店街
- 江見商店街

役場、医療施設、福祉施設、教育機関、寺社などが集中している地域にあり、町の中心部を形成している。

## 公共機関
- 町役場（現 ： みやき町三根庁舎）
- 保健センター
- 学校給食センター

## 医療機関
- 斉藤整形外科
- 梅野医院
- 三根クリニック
- 秀島歯科

## 金融機関
- 佐賀銀行　三根出張所
- 佐賀共栄銀行　江見支店
- 佐賀県農業協同組合　三川支所
- 佐賀県農業協同組合　南茂安支所

## 福祉
- ケアライフ 花のみね
- グループホーム 安心いちたけ
- 三根町憩いの家

## 文化・スポーツ施設
- 三根町勤労者体育センター（現：三根体育館）
- 三根町農村環境改善センター（現：三根公民館）

町内に図書館はなく、センター内の図書室が唯一の図書関連施設である。
- 三根町総合グランド（現：三根運動場）
- 三根カントリークラブ

## 工業団地
- 坂口工業団地
- 南島工業団地
- 三根西部工業団地

## 町営住宅
- 天建寺団地
- 新町団地

## 交通

### 道路

#### 一般道

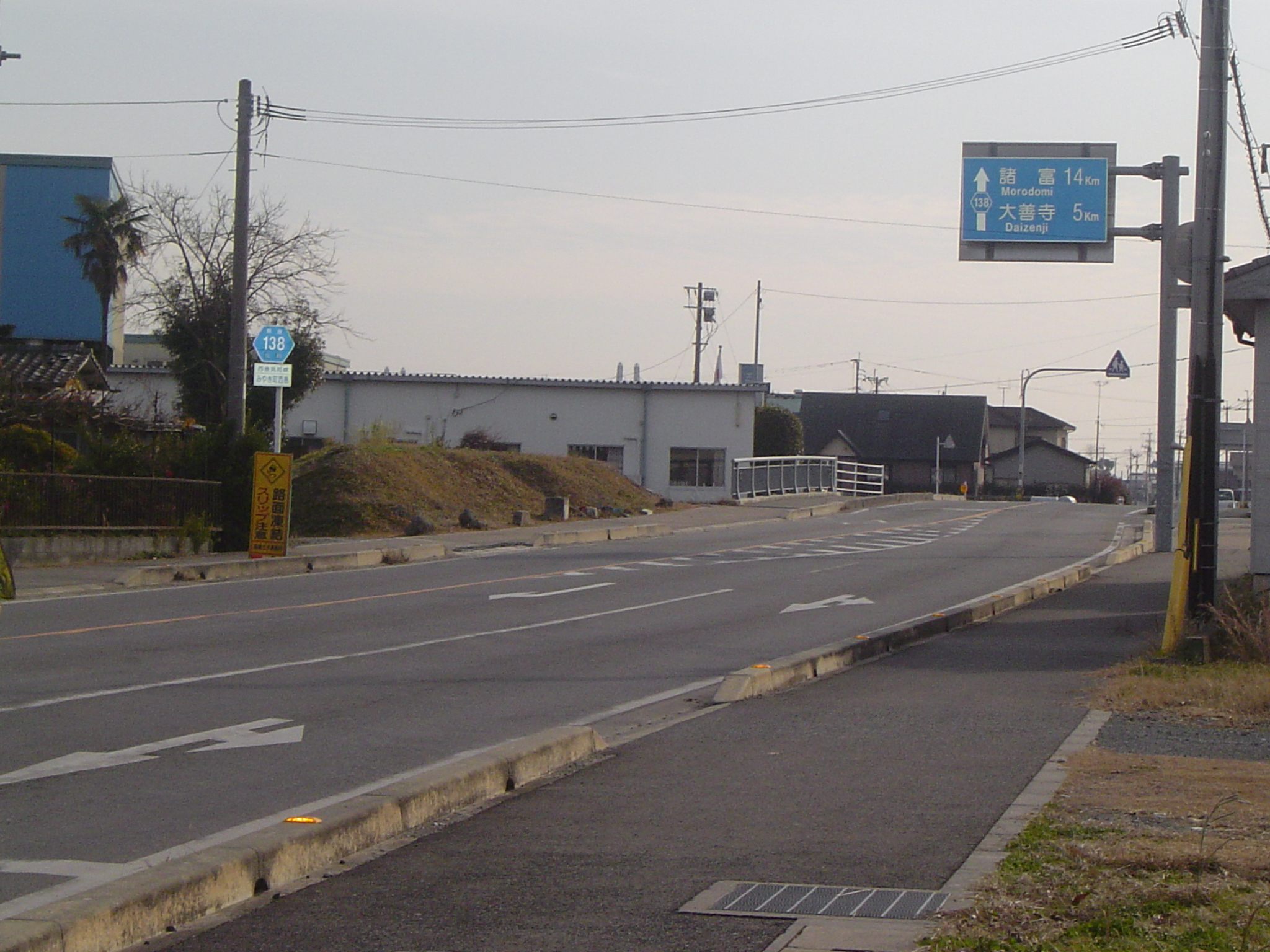
県道138号の起点

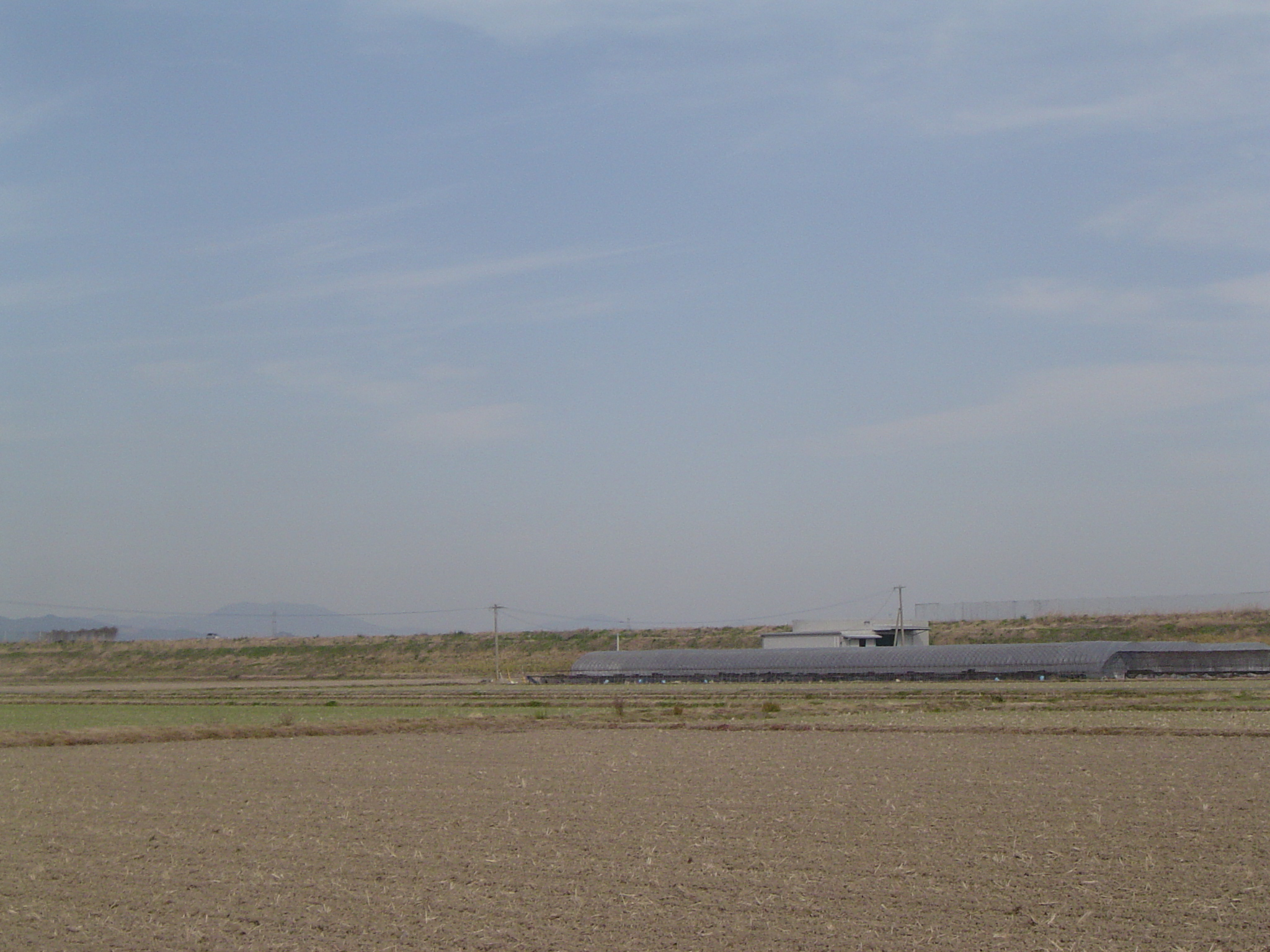
土手の上が県道19号

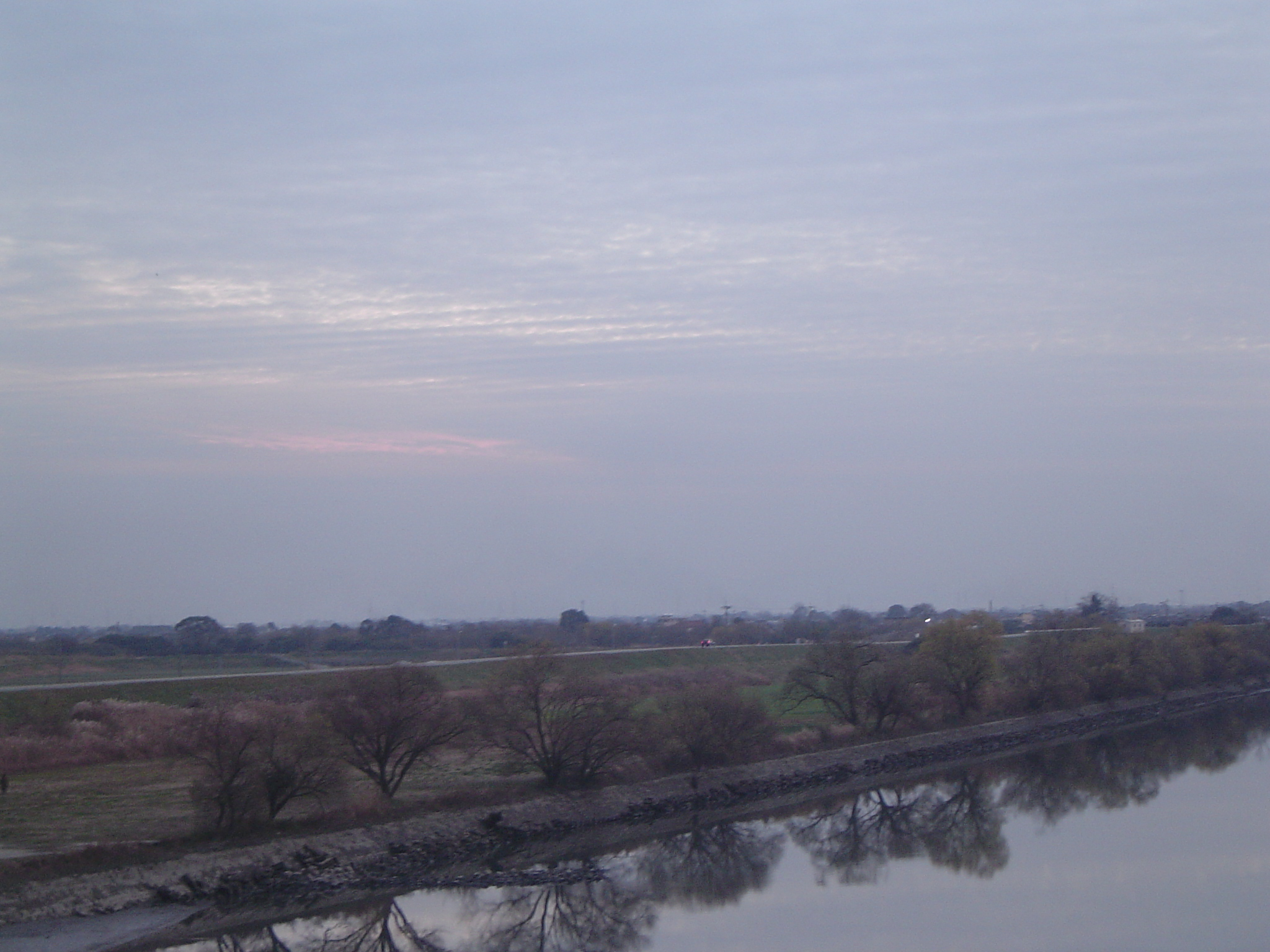
土手の遠方は行き止まりとなっており、そこが県道146号の起点。遠方に見える住宅地が坂口である。

##### 国道
- 国道264号（久留米 - 三根 - 佐賀）

三根の中心を通る。東分付近で筑後川の土手を下り、西島付近より和泉付近まで住宅が集中する地域を通過する。信号が少ないため、国道34号（長崎 - 佐賀 - 鳥栖）の迂回路としても使用されている。また、朝の通勤ラッシュは、7時40分ごろで、町内でも渋滞が発生している。特に、久留米方面の渋滞が激しい。夜間は交通量が激減する。
- 三田川バイパス（国道385号）

西部の一部を通過する。

##### 主要地方道
- 佐賀県道・福岡県道19号諸富西島線

起点が三根町にある。

##### 一般県道
- 佐賀県道・福岡県道138号西島筑邦線

終点が三根町にある。町のシンボル天建寺橋もこの路線に含まれる。土井外付近でかなり幅員が減少する。
- 佐賀県道・福岡県道133号坊所城島線

町の中心部・江見商店街を通過する。
- 佐賀県道・福岡県道146号坂口藤吉線

起点が三根町にある。この起点部分は、完全な行き止まりとなっている。
- 佐賀県道210号市武神埼線

起点が三根町にある。起点付近は住宅街の狭い道路である。
- 佐賀県道211号市武諸富線

起点が三根町にある。起点部分は住宅街で狭く、ヘアピンカーブ並みのカーブがある。

#### 高速道路
町内に高速道路は通っていないため、最寄りのインターチェンジ（以下インターと記す）について記す。なお括弧（ ）は、そのインターはどの方面を利用するのに利便性が高いのかを示すものである。
- 九州自動車道・大分自動車道・長崎自動車道
  - 鳥栖インター（福岡・北九州方面および日田・大分方面）
- 九州自動車道
  - 久留米インター（熊本・鹿児島方面）
- 長崎自動車道
  - 東脊振インター（長崎方面）

#### 橋梁
- 銀杏橋（ぎなんばし）
- 寺分橋
- 錠井樋橋
- 制札橋
- 善京寺橋

- 台の橋
- 台門橋
- 天建寺橋
- 中の壺橋
- 猫橋

- 水洗い橋
- 約束橋

掲載していない多くの橋梁は、その地区の名称に同じのものが多い。

### 公共交通機関

#### バス
- 西鉄バス
  - ■ 45
  - 特急
各系統とも日中は1時間に1本。朝夕の通勤ラッシュ時は、特急に代わり45系統が運転される。それぞれ、久留米市内と佐賀市内を結ぶ。また、町内には「寄人橋（よりうどばし）」停留所（「特急」系統は停車しない）があり、久留米市内より、「寄人橋」行きの「45」系統のバスがある。時刻表には、「寄人止め」と記される。また、この「45」系統のバスは、通称「江見経由」である。久留米〜佐賀において、最も発展を遂げている地区であったことからこのように呼ばれている。なお、いずれの系統も町内区間はすべて、国道264号を走行する。

バス停留所
斜体は、「特急」系統の停車停留所
（久留米方面）―東分（ひがしぶん）―西島（にしじま）―本分（ほんぶん）―江見（えみ）―六田（ろくた）―和泉（いずみ）－寄人橋（よりうどばし）－直代（ちょくたい）－続命院（ぞくみょういん）－（佐賀方面）

#### 鉄道
町内に鉄道施設がないため、ここでは鉄道利用の際に使う駅について記す。
- JR九州
  - 長崎本線
    - 中原駅
    - 吉野ヶ里公園駅

  - 鹿児島本線・久大本線
    - 久留米駅（バスを利用する場合、JR九州のこの項に記す駅の中では最も利便性が高い）
- 西日本鉄道
  - 西鉄天神大牟田線
    - 大善寺駅
    - 津福駅
    - 安武駅
    - 西鉄久留米駅（バスを利用する場合、西日本鉄道のこの項に記す駅の中では最も利便性が高い）

また、最寄り駅とはいえないが、長崎本線・長崎方面を利用する場合は、長崎本線・佐賀駅をバス路線経由で利用する場合も多い。

#### 航空
最寄りの空港について記す。
- 福岡空港 ： 有料駐車場しかないため、自家用車の利用はやや不便だが、公共交通機関（久留米市内より福岡空港行きの高速バスや天神・博多より地下鉄の利用ができる）が発達しており、便利。
- 佐賀空港 ： 無料駐車場があるため、自家用車の利用は便利だが、公共交通機関はかなり不便。

本数の問題から福岡空港の利用者が多い。

## 警察
- 鳥栖警察署三根警察官駐在所・持丸警察官駐在所

## 消防

### 消防団
- 三根町消防団

| 区分    | 管轄地区                     |
| ------- | ---------------------------- |
| 本部    | 町内全域                     |
| 第1分団 | 田島・田中・西分・東分・本分 |
| 第2分団 | 坂口・土井外・納江・浜田     |
| 第3分団 | 土井外・南島・持丸           |
| 第4分団 | 和泉・江見・新町・明正       |
| 第5分団 | 新村・続命院・直代・南里ヶ里 |
| 第6分団 | 大坂間・東津・松枝・向島     |

### 消火設備
各地区に消火栓を設置。

## 郵便

### 郵便局
- 江見郵便局
- 持丸簡易郵便局
- 東津簡易郵便局

### 郵便番号
- 西島 - 〒840-1101
- 天建寺 - 〒840-1102
- 坂口 - 〒840-1103
- 東津 - 〒840-1104
- 寄人 - 〒840-1105
- 市武 - 〒840-1106

## 通信

### 電話
- 市外局番 ： 0942
- 市内局番 ： 96

### インターネット
- NTT西日本の電話回線を使ったADSLが利用可能。
- 光ファイバーによるインターネットは2013年3月現在、提供されていない。

## その他
- みやき町誕生後は、旧三根町の役場は「みやき町三根庁舎」として使用されている。
- 「三根」という地名自体は存在しないが、周辺住民には北茂安・中原と共に多用されている。なお、中原は長崎本線・中原駅の駅名変更はなされなかったため、「中原」がそのまま残されている。